# Шаг к лучшему будущему
Инициатива «Шаг к лучшему будущему» (груз. ნაბიჯი უკეთესი მომავლისკენ) — мирная инициатива Кабинета Министров Грузии, нацеленная на развитие связей между Грузией и с одной стороны и Абхазией и Южной Осетией с другой. «Шаг к лучшему будущему» представил 4 апреля 2019 года на заседании правительства премьер-министр Грузии на тот момент Георгий Квирикашвили.

## Основные принципы программы
Программа нацелена на улучшение гуманитарного и социально-экономического положения жителей Абхазии и Цхинвальского региона (Южная Осетия) по следующим направлениям:
- расширение и упрощение торговли вдоль разделительных линий;
- создание дополнительных возможностей для получения качественного образования и упрощение доступа к каждой ступени образования как внутри страны, так и за ее пределами;
- создание такого механизма, с помощью которого будет упрощен доступ к тем благам и выгодам, которые стали доступны в результате развития Грузии, в том числе на пути евроинтеграции, среди них право на безвизовое сообщение и свободная торговля.

## Поддержка
Новую грузинскую инициативу довольно активно поддерживают в ЕС: «Эти предложения полностью укладываются в политику Грузии по вовлечению Абхазии и Цхинвальского региона, в рамках которой Евросоюз на сегодняшний день осуществляет ряд проектов. Мы поддерживаем инициативы, целью которых является создание „мостов“ на разграничительных линиях и решение гуманитарных проблем», — говорится в заявлении Майи Косьянчич, официального представителя руководителя дипломатии ЕС Федерики Могерини.

## Критика

### Со стороны Абхазии и Южной Осетии
В течение 2018—2019 годов Грузия предприняла ряд действий для развития торговой инфраструктуры на административной границе с Абхазией с целью привлечения жителей приграничных районов. На практике абхазам при их небольших объемах продукции полностью открыт российский рынок и налажены торговые и инфраструктурные связи. Сухум начал закрывать пункты пропуска на границе с Грузией за ненадобностью. В итоге, официально работает лишь один абхазско-грузинский КПП «Ингур», а линию разграничения направления контролируют российские пограничники.
Большинство жителей Южной Осетии и Абхазии имеют российские паспорта и могли свободно подавать документы на обучение в более чем 1100 ВУЗов России и во многие учебные заведения по всему миру. В Грузии в настоящее время существует около 60 ВУЗов, в которых обучение ведётся преимущественно на грузинском языке. В то же время молодежь Южной Осетии и Абхазии в свой массе не владеет грузинским языком.
Подавляющее большинство жителей Абхазии и Южной Осетии живут за чертой бедности и путешествия за границу (тем более в страны ЕС) для них недоступны. Более того, министр внутренних дел Германии Томас де Мезьер предложил приостановить безвизовый режим стран ЕС с Грузией из-за возросшего числа преступлений, совершаемых грузинами в Европе.
Министр иностранных дел Абхазии Даур Кови оценил грузинский план «Шаг к лучшему будущему» очень скептически: «Исчерпав свои ресурсы давления на Абхазию, Грузия в очередной раз решила продемонстрировать мировому сообществу некое подобие дружелюбия в отношении нашего государства. <...> Республика Абхазия — независимое, суверенное государство. Единственным шагом в лучшее будущее является признание Грузией независимости Республики Абхазия и построение полноценного межгосударственного диалога между нашими странами во имя стабильности и процветания будущих поколений. Альтернативы этому процессу нет».

### Со стороны Грузии
Руководитель программы международных отношений Грузинского института общественных дел Торнике Шарашенидзе заявил, что программа «Шаг к лучшему будущему» обречена на провал: «Глупо предлагать осетинам и абхазам возможность свободной торговли с Евросоюзом, которую и наше население нормально не может использовать»[Нужен независимый источник].